# アース・トゥ・エコー
『アース・トゥ・エコー』（原題：Earth to Echo）は、2014年のアメリカのSFジュブナイル映画。意思に反して離れ離れになることを強いられた3人の親友同士の少年たちが、別離の前日に体験した一生忘れられない経験を描いたファンタジー仕立てのSF映画。

## ストーリー
ネバダ州に住む黒人少年タックは、憂鬱な日々を過ごしていた。降ってわいた高速道路の建設計画のために二人の親友、アレックスとマンチを含む全員の一家が立ち退きを迫られていたのだ。
ついに明日、三人が離れ離れになるという日、彼らは突然起きたスマホの異常による画面表示が、秘密の地図であることをつきとめる。そして「三人でいることができる最後の夜の思い出に」と親に無断で冒険に出かける。地図の先にあったのはただのガラクタ。一度は失望した彼らだったが、実はそれが墜落した宇宙船の負傷した乗組員エコーの「部品」だと気づき、部品を集めてエコーを修理し、宇宙に戻すことを決意する。途中で強引に割り込んできた勇敢な美少女エマの協力をも得て、ついに彼らは乗員の修理に成功する。
だが、その彼らを待っていたのは「彼ら自身の町の地下に埋まっている巨大な宇宙船」という残酷な現実だった。エコーを助ければ地中から宇宙船が飛び立ち、町の住人は町ごと全員死亡するかもしれない。エコーが持っているはずの超科学の秘密を狙う謎の組織の追跡者が迫る中、タックたちに迷っている時間は残されていなかった。
タックたち四人はこの苦境を乗り越えて、無事、エコーを宇宙に戻してやることができるだろうか?

## キャスト
※括弧内は日本語吹替
- アレックス - テオ・ハーム（村中知）： 里子として義理の両親と暮らす少年。やや無謀。虚勢を張って勇ましい振りをしているが、実はカラ元気で本当は友情に飢えている。
- タック - ブライアン・“アストロ”・ブラッドリー （田谷隼） ： 一日24時間ビデオを撮り続けている黒人少年。聡明で計画的だがいざとなるとチキンなところがある。本作は彼が自分達が撮影した映像を自分のパソコンで編集しながら語る回想録の形式で進行する。
- マンチ - リース・ハートウィグ（小林由美子）： 何事にも慎重で臆病者だが、実は熱いものを秘めていて極限状況では意外な勇気を振り起す力を秘めた少年。
- エマ - エラ・ワレステッド（槙乃萌美）： マネキンガールとあだ名が付くほどの美少女だが、見た目だけで評価されることに内心は辟易している。男勝りの勇気と危機を機転で乗り越える利発さを兼ね備えている。

## 先行レンタル
- 本作のDVD／BDの正式リリースは2016年2月3日とアナウンスされていたが、ツタヤ限定で2015年12月2日から店頭でレンタルが開始[1]された。

## 類似作品
- ジュブナイル (映画) - 2000年製作・公開の山崎貴監督の日本映画。